# Іоанн-Сенекерім
Іоанн-Сенекерім (*груз. იოანე სენექერიმი, д/н — 959) — цар Гереті у 951—959 роках. Не слід плутати з Ованесом-Сенекерімом, князем Гардмана. За його панування держава набула найбільшої потуги.

## Життєпис
Походив з династії Араншахів. Син Ішханіка, царя Гереті. Спадкував владу 951 року. Продовжував політику попередника, спрямовану на дотримання мирних відносин з державою Саларідів, де відбувається занепад, й грузинським князівством Тао. Заврешив перехід населення своєї держави до православ'я.
Завдяки вправній дипломатії зумів розширити свої володіння на південь і схід. Вірменський історик Мовсес Каганкатваці називає Іоанна-Сенекеріма відновлючем царства Албанія. Перейшов у наступ проти Кахетії, яка в цей час вела запеклі війні з Абхазьким царством, зумівши захопити її гірськуземлі, прийнявши титул «цар цанарів».
Раптово помер 959 року. Цим скористався Квіріке II, князь Кахетії, що захопив Гереті.